# Рони Йонсен
Рони Йонсен (на норвежки език - Jean Ronny Johnsen) е бивш норвежки футболист, защитник, национален състезател.

## Кратка спортна биография
Играе като централен защитник или дефанзивен халф, но кариета му е съпътствана с множество пропуснати мачове поради контузии.
Неговата кариера започва да върви нагоре, когато турският тим Бешикташ го закупува от Лилестрьом (Норвегия). Скоро го откупува гранда Манчестър Юнайтед, през 1996 г. срещу сумата от 1.2 милиона паунда.
Докато играе за Манчестър Юнайтед, той печели с клуба 4 титли (1997, 1999, 2000, и 2001), и веднъж ФА Къп през 1999 година.
Печели Шампионската лига на УЕФА през 1999 г., като победата на полуфинала над Ювентус (Торино), се счита от мнозина за най-добрия мач в кариерата му. НА финала срещу Барселона играе в защитна двойка с холандеца Яп Стам.
Докато е в Манчестър Юнайтед, той вкарва осем гола, като първото му попадение е срещу Челси в благотворителен мач през август 1997.
През 2002 г., Йонсен подписва с друг английски тим - Астън Вила, като престоява в клуба две години. След като напуска Астън Вила, Йонсен, става част от Нюкасъл Юнайтед, но изиграва само няколко мача, преди да бъде освободен от отбора поради честите контузии които го сполетяват.

## Мач на звездите
На 8 септември 2011 година гостува в София, където играе за Отборът на звездите на MTG в благотворителен мач срещу Българските звезди, ръководени от Премиера на страната Бойко Борисов.